# Dan Black
Daniel Alexander Black Rose (Buckinghamshire, Inglaterra; 16 de noviembre de 1974) es un cantante y compositor inglés.
Comienza adentrándose en el mundo de la música ya desde pequeño.
Posiblemente sea más conocido por su trabajo durante diez años con el grupo londinense The Servant, pero, a su misma vez estuvo trabajando con el grupo italiano Planet Funk y anteriormente a estos, como guitarrista del extravagante grupo Minty.
Ahora, acaba de empezar una carrera en solitario.

## Biografía

### Inicios
Dan nace en Buckinghamshire, un condado de Inglaterra. Descubre su gusto por la música a partir de una colección muy amplia de discos que tenía su padre, tal como: los Beatles, los Rolling Stones y Bob Dylan. Y Prince, Jane's Addiction, David Bowie, Lou Reed, The Velvet Underground durante su adolescencia.
De un padre Jazzman y una madre amante del rock y del soul, Dan enseguida se ve envuelto en una atmósfera de todo tipo de música. Pronto desarrolla sus influencias hacia el funk y la música electrónica, más tarde, en la adolescencia, decide volver a sus primeras tendencias.

### Primeros años
A sus 18 años, Dan se marcha de su pueblo natal para dirigirse a Londres donde ingresa en el "Chelsea College Of Art" allí y con su gusto por la música ya bien decidido participa en distintos grupos y, a veces juega hasta en tres formaciones distintas, enseñando su talento como guitarrista. Además formó parte de los grupos Neo y Psychic TV. Llega a componer bastante, pero la falta de motivación de los integrantes del grupo y la ausencia de éxito le cansa. Por lo que acaba prefiriendo buscar tiempo para sus propias creaciones.
Dan decide marcharse a Nueva York, después de una vuelta por Europa y, finalmente se integra en el delirante grupo "Minty" a la edad de 20 años. Pero pronto se acaba marchando, debido a que su trabajo allí era prácticamente nulo y sólo sustituía a un guitarrista ya integrado. Pero, por fruto de la casualidad conoce a Matt Fisher y Trevor Sharpe, bajista y baterista del grupo, respectivamente.

### The Servant y Planet Funk
Sin tenerlo planeado, acaban formando un trío y sacando su primer miniálbum: Mathematics en el año 2000. Algunos meses le sigue el segundo: With the Invisible. El fruto de su trabajo, le cosecha muy buenas críticas de la prensa especializada y, The Servant se realiza. Poco a poco, comienzan a encontrar un vivo éxito en Gran Bretaña, pero no solamente. Europa también se deja agradablemente convertir. Su estilo no es del todo definido: equilibrada entre el electro pop y el punk-funk.
A su misma vez, Dan se convierte en el invitado especial del grupo italiano Planet Funk.
Pero, aunque su fama en Planet Funk no pasa inadvertida, Dan piensa que The Servant no está completo, sus alabanzas son escuchadas y llega su recompensa con la presencia de Chris Burrows. Empieza el éxito de The Servant.
En 2003, el grupo está finalmente dispuesto a registrar su primer verdadero álbum bajo la tutela de Steve Dub (productor de Chemical Brothers, entre otras cosas). Deben contar con tres meses en el estudio Garden para cerrar un 80% de su nuevo álbum.
Poco satisfecho con el resultado, Dan trae a Highgate para trabajar de nuevo la mezcla durante ocho a nueve meses con el fin de satisfacer a todo el mundo.
En 2006 van a por su segundo álbum y nace: How to destroy a relationship.
Pero en noviembre de 2007 la banda decide explorar nuevos horizontes y se separa.

### Carrera en solitario
Aprovechando su libertad, Dan se divierte delante de su ordenador. El hombre a las múltiples funciones afecta a distintos estilos utilizando de distintos métodos, probando varios acuerdos, tocando más que trabajando. Sin dificultades y liberado de sus obstáculos, explora distintos caminos para sublimar su garra artística. 
Hoy con treinta y cinco años y exiliado en París desde hace un par de años, Dan firma con la discográfica A&M y trabaja en su nuevo álbum. Su primer sencillo, Yours, recibió críticas favorables en el Reino Unido, a finales de 2008. Su álbum debut, salió a la venta el 13 de julio de 2009, bajo el título ((Un)). El álbum fue precedido por su sencillo principal, "Symphonies". En 2010, el álbum fue lanzado en los Estados Unidos, e incluía una nueva versión de "Symphonies" con la participación del rapero estadounidense Kid Cudi, y supo alcanzar la posición #36 en el Billboard Alternative Songs. El video musical de "Symphonies", recibió dos nominaciones en los MTV Video Music Awards 2010 en las categorías "Video Revelación" y "Mejores Efectos Especiales".
En 2011, participó en el álbum Fire & Ice, del productor estadounidense Kaskade, en la canción ICE, con la producción de Dada Life.

## Discografía

### Álbumes
Como solista
- ((Un)) - 2009

Participando en grupos musicales
- Open Wide (Minty) – 1997
- Mathematics - With the invisible (The Servant) – 2000
- In a public place (The Servant) – 2001
- Non Zero Sumness (Planet Funk) – 2002
- Orchestra (The Servant) – 2003
- The Servant (The Servant) – 2003
- Liquefy (The Servant) – 2004
- Cells (The Servant) – 2005
- The Illogical Consequence (Planet Funk) – 2005
- How to destroy a relationship (The Servant) – 2006
- Planet Funk (best of) (Planet Funk) – 2009

### Sencillos
Con The Servant
- 2001: In A Public Place
- 2003: Orchestra
- 2004: Liquefy
- 2005: Cells
- 2006: How To Destroy A Relationship
- 2006: (I Should Be Your) Girlfriend
- 2007: Hey Lou Reed

Con Planet Funk
- 2001: Inside All the People
- 2002: Who Said (Stuck in the UK)
- 2002: The Switch
- 2003: Paraffin
- 2009: Lemonade
- 2009: Too Much TV

Como solista
- Alone (2008)
- Yours (2008)
- HYPNTZ (2008)
- Symphonies (2009)
- Symphonies (con Kid Cudi) (2010)

Colaboraciones con otros artistas
- 2010: Bag Raiders ft. Dan Black – Sunlight
- 2011: Kaskade – ICE (with Dada Life & Dan Black)